# Franz Schrempf

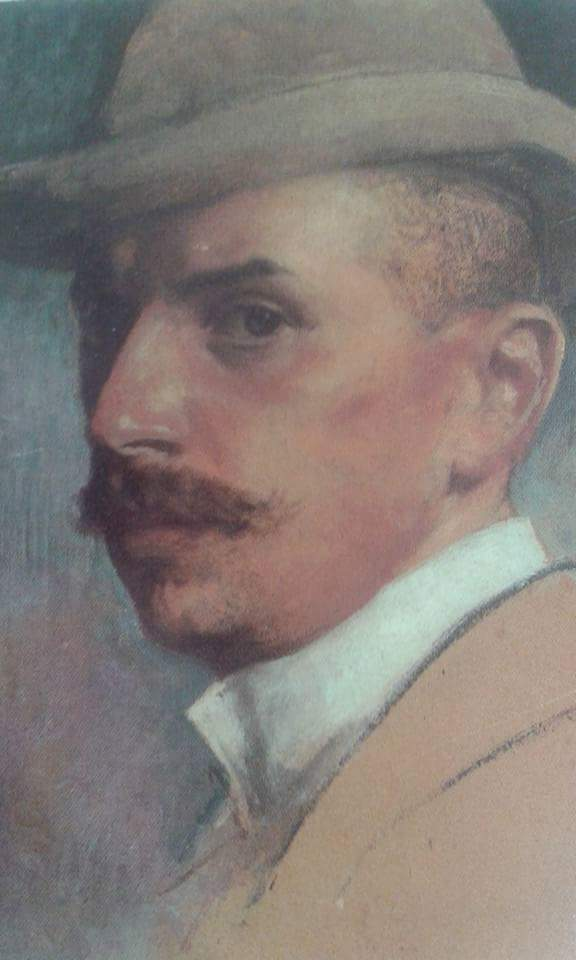
Selbstporträt

Franz Schrempf (* 13. September 1870 in Ischl; † 8. August 1953 in Bad Goisern) war ein österreichischer Kunstmaler. Er widmete sich vorwiegend der Landschaftsmalerei und bevorzugte Aquarelle. In zahlreichen Bildern stellte er Salzburger Landschaften dar.

## Leben
Franz Schrempf wurde im Ortsteil Perneck von Bad Ischl als Sohn eines Bergrates geboren und entstammte einem Geschlecht von in (Bad) Goisern ansässigen Salinenbeamten, deren Vorfahren ein Tiroler Geschlecht, die Edlen Schrempf von Hall, gewesen sind.
Nach der Ausbildung an der Kunstakademie und einem Mathematikstudium in Wien arbeitete Franz Schrempf als Professor für Kunsterziehung und Mathematik in Triest, Bregenz und Salzburg (Realschule).
Im Ersten Weltkrieg war er von 1915 bis 1917 in Sibirien in Kriegsgefangenschaft. Im Gefolge eines Gefangenenaustausches kam er an die italienische Front. Etliche bedeutende Aquarelle entstanden während dieser Zeit.
Er heiratete Paula Ramsauer, Tochter des Besitzers eines Kreidewerks in Bad Goisern, wodurch seine enge Beziehung zu Bad Goisern entstand, das er zu seinem Sommerdomizil machte.
Franz Schrempf widmete sich vorwiegend der Landschaftsmalerei. In zahlreichen Bildern stellte er Landschaften Salzburgs und des Salzkammergutes dar. Er bevorzugte die Aquarelltechnik.
Schrempf war eine populäre Persönlichkeit des Salzburger Kulturlebens. Er veranstaltete Ausstellungen mit Egon Schiele und Oskar Kokoschka.
Am 1. Mai 1938 trat er der NSDAP bei (Mitgliedsnummer 6.346.779).

## Ehrungen
Im Salzburger Stadtteil Aigen ist die Franz-Schrempf-Straße nach ihm benannt.